# ING Bank Śląski
ING Bank Śląski — коммерческий банк Польши. В 2019 году банк занимал 4-е место по объёму активов среди банков Польши.

## История
В 1989 году в результате выделения из состава Национального банка Польши девяти коммерческих банков был создан Bank Śląski. В 1998 году Bank Śląski совместно с ING Continental Europe Holdings создали компанию по управлению пенсионными накоплениями PTE Nationale-Nederlanden Polska. С 2001 года банк стал называться ING Bank Śląski.
С января 1994 года банк котируется на Варшавской фондовой бирже.
В 2013 году стал одним из шести польских банков, заключивших соглашение о создании совместной системы мобильных платежей, запущенной 9 февраля 2015 года под торговой маркой Blik.